# Панарет Кисамоски и Селински
Панарет (на гръцки: Πανάρετος, Панаретос) е гръцки духовник, епископ на Вселенската патриаршия.

## Биография
Роден е вероятно в Цариград. На 14 април 1850 година е избран за римнийски епископ, викарий на Константинополската архиепископия и йерарх на църквата „Свети Николай“ на Топкапъ (Портата на Свети Роман). В 1863 година е назначен за викарен епископ в Анхиалската митрополия. На 26 юни 1875 година е избран за кисамоски и селински епископ. Умира през юли 1880 година.